# Schlagzeug
Das Schlagzeug (englisch: drumset, drumkit, drums) besteht aus einer Kombination verschiedener Schlaginstrumente zur rhythmischen Klangerzeugung. Im Lauf der Geschichte entwickelte sich abhängig vom Musikstil ein unterschiedlicher Bedarf an Instrumenten mit verschiedenen Möglichkeiten von Anordnung und Aufbau, deren Gesamtheit schließlich zu einem „Schlagzeug“ zusammengefasst, und dessen Architektur mit der Zeit weitestgehend vereinheitlicht wurde. Zum heutigen Standardset gehören Kleine Trommel (snare drum), Große Trommel (bass drum), meist mehrere Hänge- und Stand-Tomtoms (floor tom), eine Hi-Hat, verschiedene andere Becken (cymbals) und teilweise Kleinperkussion wie zum Beispiel Holzblock, Kuhglocke oder Schellenkranz. Diese Kombination kann vom jeweiligen Musiker individuell zusammengestellt, variiert und mit Hilfe von Stativen und Befestigungseinrichtungen seiner Spielweise entsprechend angeordnet werden.
Im allgemeinen Sprachgebrauch werden die Begriffe Schlagzeug und Drumset gleichbedeutend verwendet, akademisch ist das Schlagzeug jedoch ein Synonym für Schlagwerk, der Oberbegriff für sämtliche Schlag- und Perkussionsinstrumente innerhalb eines Sinfonieorchesters. Schlagzeugnoten werden innerhalb der gängigen Notenschrift notiert. Zur Kennzeichnung dient der neutrale Notenschlüssel.
Neben dem akustischen Schlagzeug existiert heute zudem das elektronische Schlagzeug.

## Schlaginstrumentarium
Die einzelnen Instrumente des Schlagzeug-Sets zählen entweder zu den Idiophonen („Selbstklinger“) oder zu den Membranophonen („Fellklinger“). Die Auswahl der Instrumente hängt vom musikalischen Kontext, der Stilistik und den Vorstellungen des Schlagzeugers ab. Die Größen der Trommeln und Becken werden in Zoll (Inch, 1 Zoll = 2,54 cm) angegeben. Auch wenn sich eine ganze Reihe von Standards durchgesetzt hat, bietet der Markt mittlerweile eine Vielzahl unterschiedlicher Größen an. Fast immer wird als Grundlage des Schlagzeugs eine Kombination aus folgenden Instrumenten verwendet.

### Kleine Trommel / Snare Drum

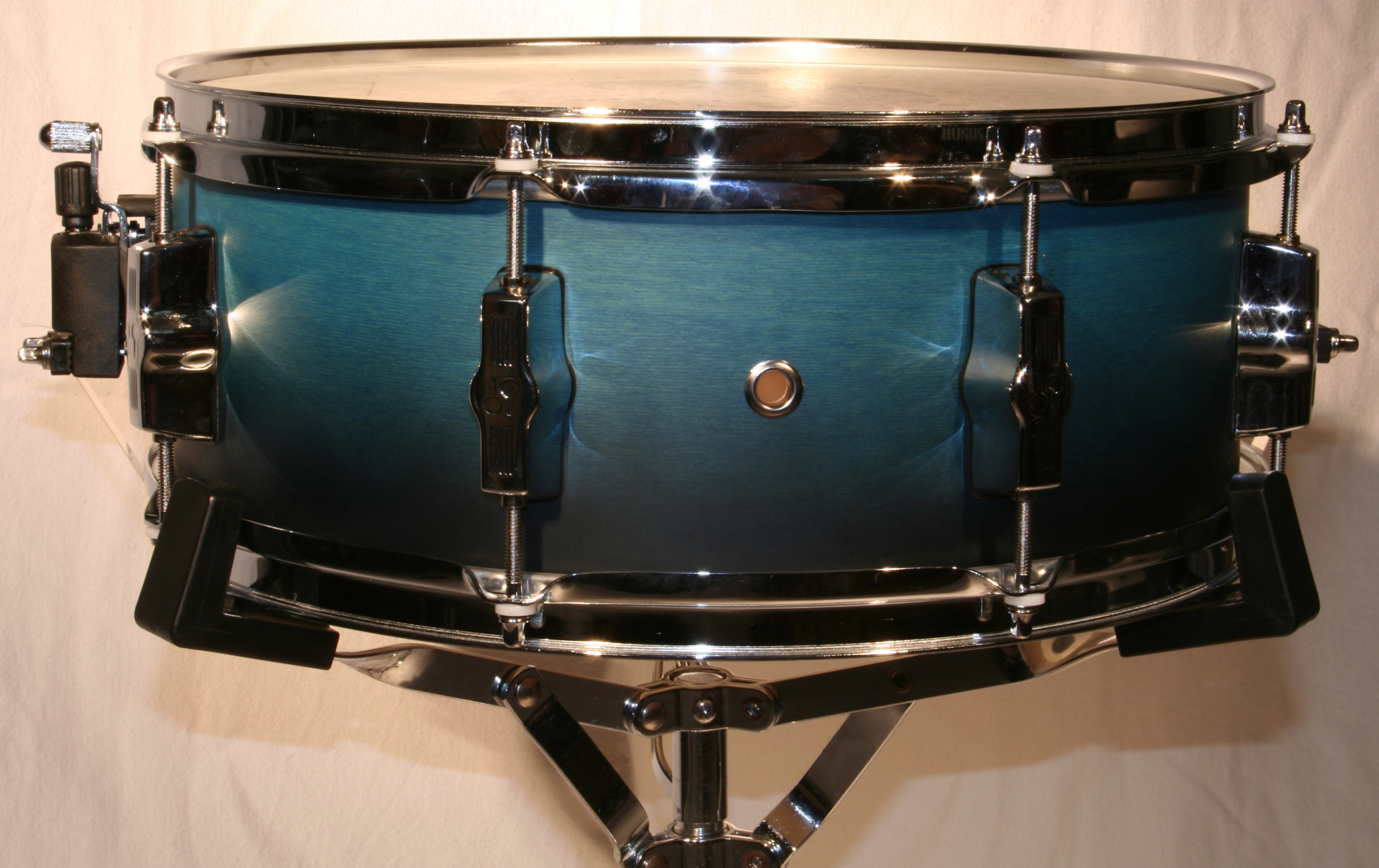
Kleine Trommel mit Holzkessel, 14″

Die Kleine Trommel, auch „Snare-Drum“ genannt (englisch snare drum), ist mittig vor dem Spieler platziert, das Hauptinstrument des Schlagzeugs. Sie kommt aus der europäischen Militärmusik und hat sich aus verschiedenen Formen von Marsch- und Rührtrommeln entwickelt.
Sie besitzt einen Kessel aus mehreren Holzlagen (meist sechs bis zehn Lagen) oder aus Metall, der auf beiden Seiten mit Fellen bespannt ist. Das obere Schlagfell ist meist leicht aufgeraut und weiß oder hellgrau beschichtet; das Fell auf der Unterseite ist ein glattes und deutlich dünneres Resonanzfell. Ursprünglich wurden echte Tierhäute eingesetzt, heute kommen fast ausschließlich industriell gefertigte Produkte aus Kunststoffen mit Metallreifen zum Einsatz.
Ihren charakteristischen Klang erhält die Kleine Trommel durch eine Reihe parallel gespannter Drähte (Schnarrteppich oder Snareteppich), die entlang der Außenseite des Resonanzfells von einer Seite der Trommel zur anderen gespannt sind. Der Schnarrteppich wird bei jedem Schlag in Schwingung versetzt und schlägt zurück auf das Resonanzfell, wodurch er den typischen Klang der Schnarrtrommel verursacht und bei Wirbeln einen dichten und vollen Klang entstehen lässt. Bei einem Einzelschlag eines Trommelstocks entsteht das Geräusch aus einer Kombination zweier Vorgänge: Dem Aufschlag des Stocks auf dem Schlagfell und dem dadurch ausgelösten Rückschlag des Schnarrteppiches auf das Resonanzfell. Mit Hilfe einer speziellen Mechanik (der Schnarrabhebung) kann der Schnarrteppich vom Fell abgehoben werden, wodurch er seinen Effekt verliert. Die Spannung des Schnarrteppichs lässt sich zudem unterschiedlich justieren, was eine Vielzahl unterschiedlicher Klangfarben ermöglicht.
Der Felldurchmesser beträgt meist 14 Zoll, gängige Kesseltiefen sind 5,5 oder 6,5 Zoll. Es sind aber auch andere Größen wie 13 × 6,5 Zoll, 15 × 3,5 Zoll oder 15 × 2,5 Zoll („Pancake“ – selten) anzutreffen. Mittlerweile gibt es zudem Piccolotrommeln mit nur 8 oder 10 Zoll Durchmesser oder relativ flachen Kesseln, die häufig als zusätzliches Instrument („Side-Snare“) eingesetzt werden.
- Hörbeispiel: Kleine Trommel mit Schnarrsaitenⓘ/?

### Große Trommel / Bass Drum

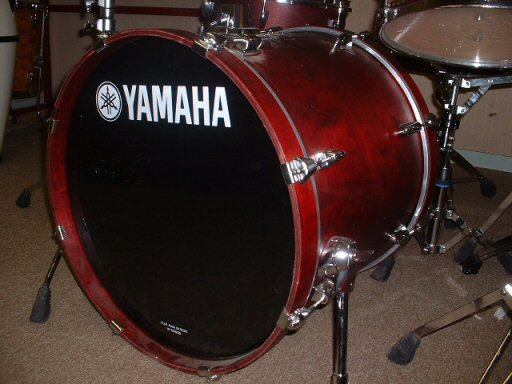
Große Trommel

Die Große Trommel (auch Bassdrum oder Kickdrum) ist das zweite Hauptinstrument des Schlagzeugs. Sie besteht aus einem großen, meist beidseitig bespannten Holzkessel, der in Seitenlage steht und durch zwei, für den Transport einklappbare, Beine am vorderen Ende in seiner Position gehalten wird. Die Große Trommel wird mit Hilfe einer Fußmaschine bedient, die an der Schlagfellseite mit einer Klemmvorrichtung am Spannreifen der Trommel fixiert wird. Als Alternative zur Verwendung von zwei Großen Trommeln (Doublebass) kann ein Doppelpedal genutzt werden, das durch mechanische Übertragung das Spielen mit beiden Füßen auf nur einer Trommel ermöglicht.
Das Resonanzfell an der Frontseite ist häufig mit Löchern versehen, um den Nachhall der Trommel zu vermindern und eine direkte Abnahme des Klanges durch ein Mikrofon in der Trommel möglich zu machen. Darüber hinaus werden häufig Kissen oder Decken in die Trommel gelegt, um sie zu dämpfen.
In der Anfangszeit des Schlagzeugs waren die Großen Trommeln mit einem Durchmesser von 28 oder 30 Zoll sehr groß, ehe sich allmählich kleinere Größen durchsetzten. Lange Zeit waren Kessel mit 14 Zoll Tiefe und 22 Zoll Durchmesser Standard, heutzutage werden 16 oder 18 Zoll tiefe Trommeln bevorzugt. Je nach Stilrichtung werden moderne Schlagzeuge mit unterschiedlich großen Bassdrums von 16 bis zu 26 Zoll Felldurchmesser ausgestattet.
Als Bass-Drum-Rosette wird die Befestigungsschelle bezeichnet, die zur Montage von Becken und Toms auf der Trommel benötigt wird. Bei einigen Schlagzeugen ist die Bassdrum ungebohrt, also ohne Rosette. Manche Schlagzeuger empfinden den dadurch erreichbaren Klang als offener und lebendiger, da die Bass Drum auf diese Weise freier schwingen kann.
- Hörbeispiel: Große Trommelⓘ/?

### Tomtoms

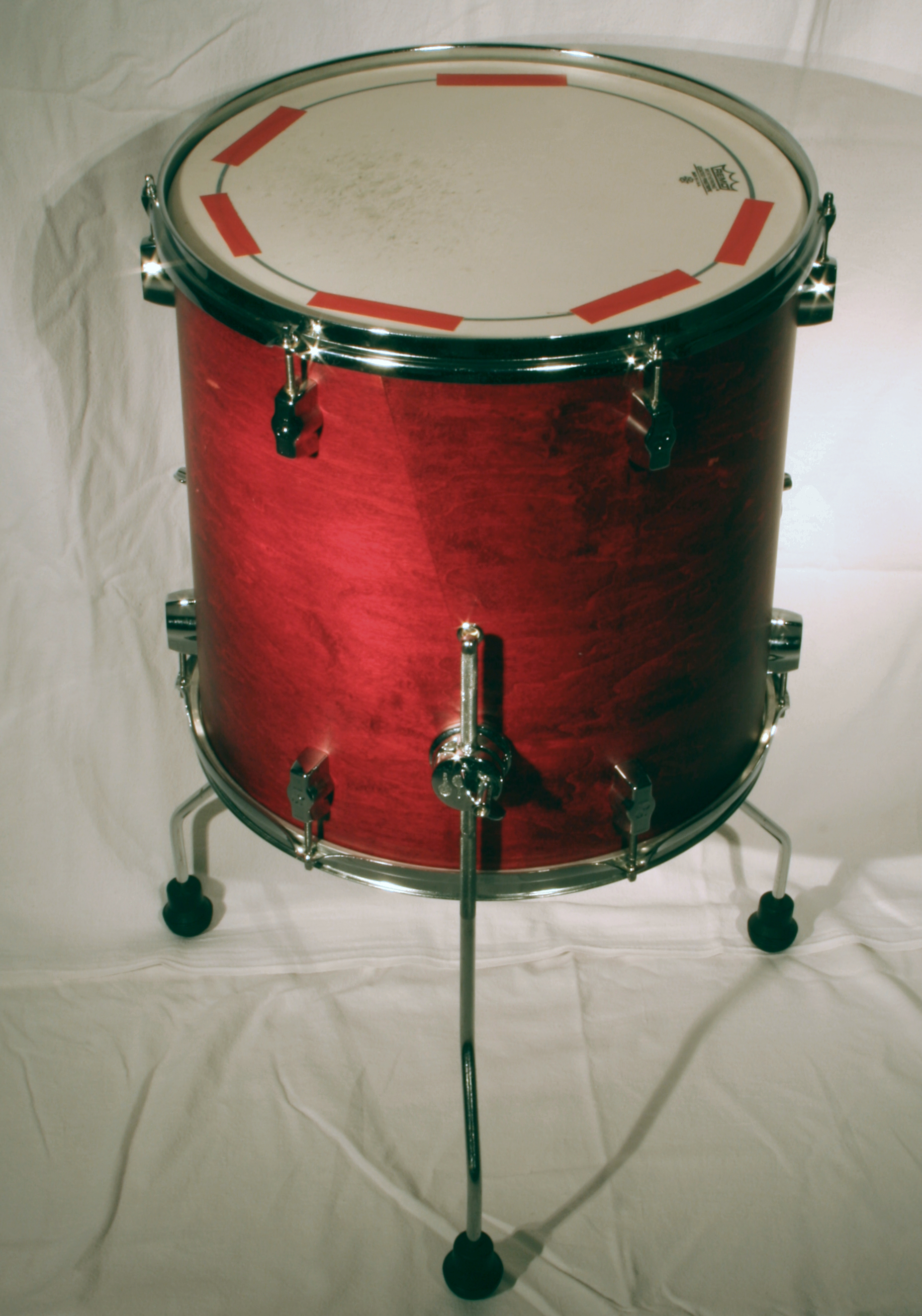
14″-Standtom

Tomtoms sind meist beidseitig mit Fellen bespannte Trommeln mit Durchmessern zwischen 6 und 18 Zoll. Je nach Art der Aufhängung und Aufstellung bezeichnet man die Trommeln als Hängetoms (englisch rack toms), die ein Stativ oder eine Halterung auf der Bassdrum benötigen, oder als Standtoms (englisch floor toms), die auf eigenen am Kessel montierten Beinen stehen. Die meisten hochwertigen Toms sind an Freischwingsystemen wie RIMS aufgehängt, um ihr maximales Klangpotenzial auszuschöpfen. Heutzutage verfügen jedoch bereits im unteren Preissegment viele Trommeln über schwingungsneutrale Aufhängungsvorrichtungen.
Das Verhältnis vom Kesseldurchmesser zur Kesseltiefe ist sehr unterschiedlich; Standtoms sind häufig tiefer als Hängetoms gleichen Durchmessers. Eine Sonderstellung nehmen die Rototoms ein: Sie bestehen aus einem flachen Metallrahmen, auf den das Schlagfell gespannt ist; einen Kessel oder ein Resonanzfell gibt es nicht. Eine Schraubkonstruktion macht es möglich, während des Spiels durch Drehung des Rahmens die Fellspannung zu verändern und so ein Glissando zu erzeugen. Rototoms waren vor allem in den 1980er-Jahren verbreitet.
Manche Schlagzeuger wie etwa Phil Collins bevorzugen Toms ohne Resonanzfell (Concert-Toms). Diese haben eine sehr klar definierte Tonhöhe, vergleichbar mit Timbales. Concert-Toms waren vor allem in den 1970er-Jahren weit verbreitet.
Die Anzahl der Toms an einem Set ist stark abhängig von der jeweiligen Musikrichtung. Während in der Popmusik und im klassischen Jazz oft nur zwei oder drei Toms verwendet werden, nutzen Schlagzeuger im Jazzrock und im Heavy Metal bis zu acht Toms. Dies variiert jedoch nach dem persönlichen Spielstil stark. Die meisten Standard-Sets werden mit drei Toms ausgeliefert: zwei Hängetoms (10 bis 13 Zoll) und einem Stand-Tom (14 bis 16 Zoll).
Zwar haben Kesselmaterial und -bearbeitung einen gewissen Einfluss auf den Klang der Trommel, jedoch lässt sich der Sound von Tomtoms in einem weiten Bereich durch die Auswahl der Trommelfelle und die Fellspannung variieren.
- Hörbeispiel: Standtomⓘ/?

### Becken
Im Prinzip lassen sich fünf Beckentypen unterscheiden. Entsprechend ihrer Klangcharakteristik erfüllen diese unterschiedliche Funktionen im Drumset:

#### Hi-Hat

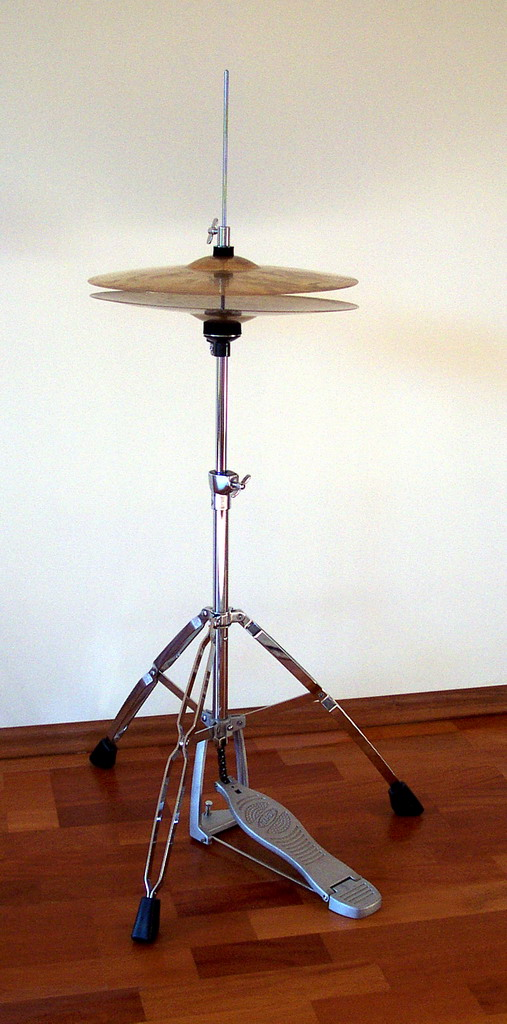
Hi-Hat

Die Hi-Hat besteht aus einem Beckenpaar, das horizontal auf einem Ständer mit einem Pedal montiert ist. Dieses ermöglicht mittels eines Federzugs ein Öffnen und Schließen der Hi-Hat mit dem linken Fuß im Standard-Setup.
Das Schließen der Hi-Hat-Becken mit dem Pedal erzeugt einen vergleichsweise leisen Klang ähnlich dem einer Cabasa. Das Anschlagen mit einem Stick erzeugt im geschlossenen Zustand einen feinen Klang, im halboffenen Zustand einen raueren („rockigen“) Klang, im offenen Zustand einen lauten Klang ähnlich demjenigen eines Crash-Beckens. Je nachdem, wie lang der Kontakt der beiden Becken ist, entstehen unterschiedliche Klänge.
Auf der Hi-Hat werden meist ein durchgehender Puls oder feste rhythmische Figuren („pattern“) gespielt. Sie wird oft als klangliche Alternative zum Ride-Becken verwendet.
- Hörbeispiel: Hi-Hatⓘ/?

#### Ride-Becken
Das Ride-Becken (englisch ride cymbal) hat meist einen Durchmesser von 16 bis 24 Zoll und kann unterschiedliche Materialstärken besitzen. Je nach Bearbeitung verfügt es über einen relativ definierten Anschlag („ping“), der von einem Grundrauschen („wash“) unterlegt ist. Einige Becken klingen relativ trocken, andere dünnere erzeugen mehr Grundrauschen und dadurch einen eher undefinierten Klangteppich. Spielt man die Kuppe (englisch bell oder cup, Glocke) an, so ertönt ein heller und klarer, glockenartiger Ton. Spielt man dagegen den Rand an, so wird der Obertonanteil entsprechend größer und das Becken kann sich aufschaukeln. Entsprechend ihrer Anwendungen gibt es einige Sonderformen, wie zum Beispiel Sizzle-Rides, die mit einigen Nieten ausgestattet sind, um ein fließendes, ausgeprägtes Grundrauschen zu erzeugen oder das Flat-Ride, das über keine Kuppe verfügt und somit weniger Obertöne hat.
Auf dem Ride-Becken werden meist ein durchgehender Puls oder feste rhythmische Figuren (englisch patterns) gespielt.
- Hörbeispiel: Ride-Beckenⓘ/?

#### Crash-Becken

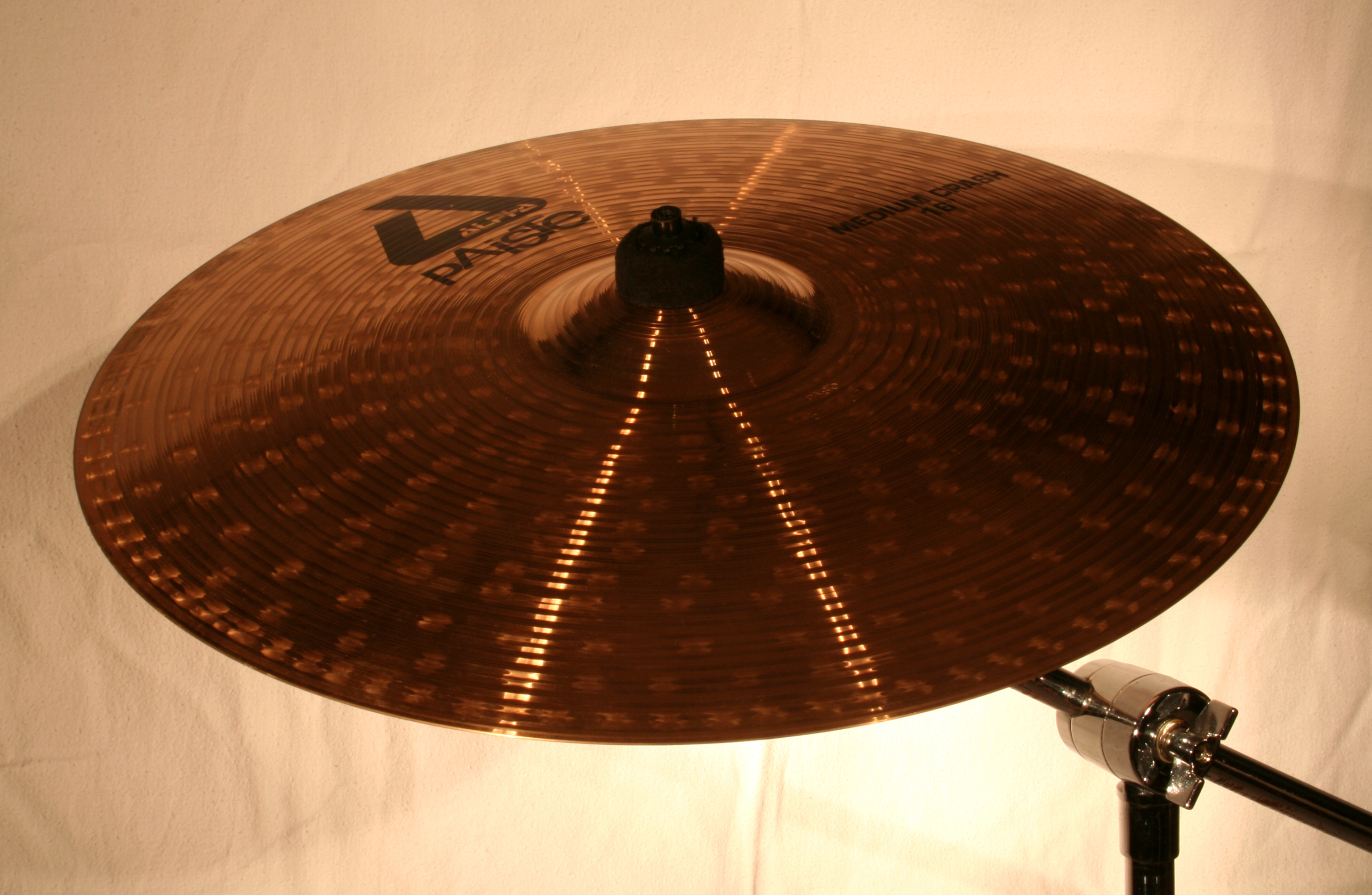
16″-Crash-Becken (Bronze)

Crash-Becken (englisch crash cymbal) sind im Vergleich zu Ride-Becken in der Regel dünner und kleiner (etwa 13 bis 20 Zoll Durchmesser) und von ihrer Bearbeitung her auf einen deutlich höheren Anteil von „weißem Rauschen“ ausgelegt. Ihr Klang ist eher geräuschartig. Deswegen werden sie oft für Akzente oder (zum Beispiel mit Filzschlägeln) für anschwellende Crescendo-Effekte verwendet. Abhängig von Größe, Form und Materialstärke klingen verschiedene Crash-Becken unterschiedlich lange nach.
- Hörbeispiel: Crash-Beckenⓘ/?

#### China-Becken

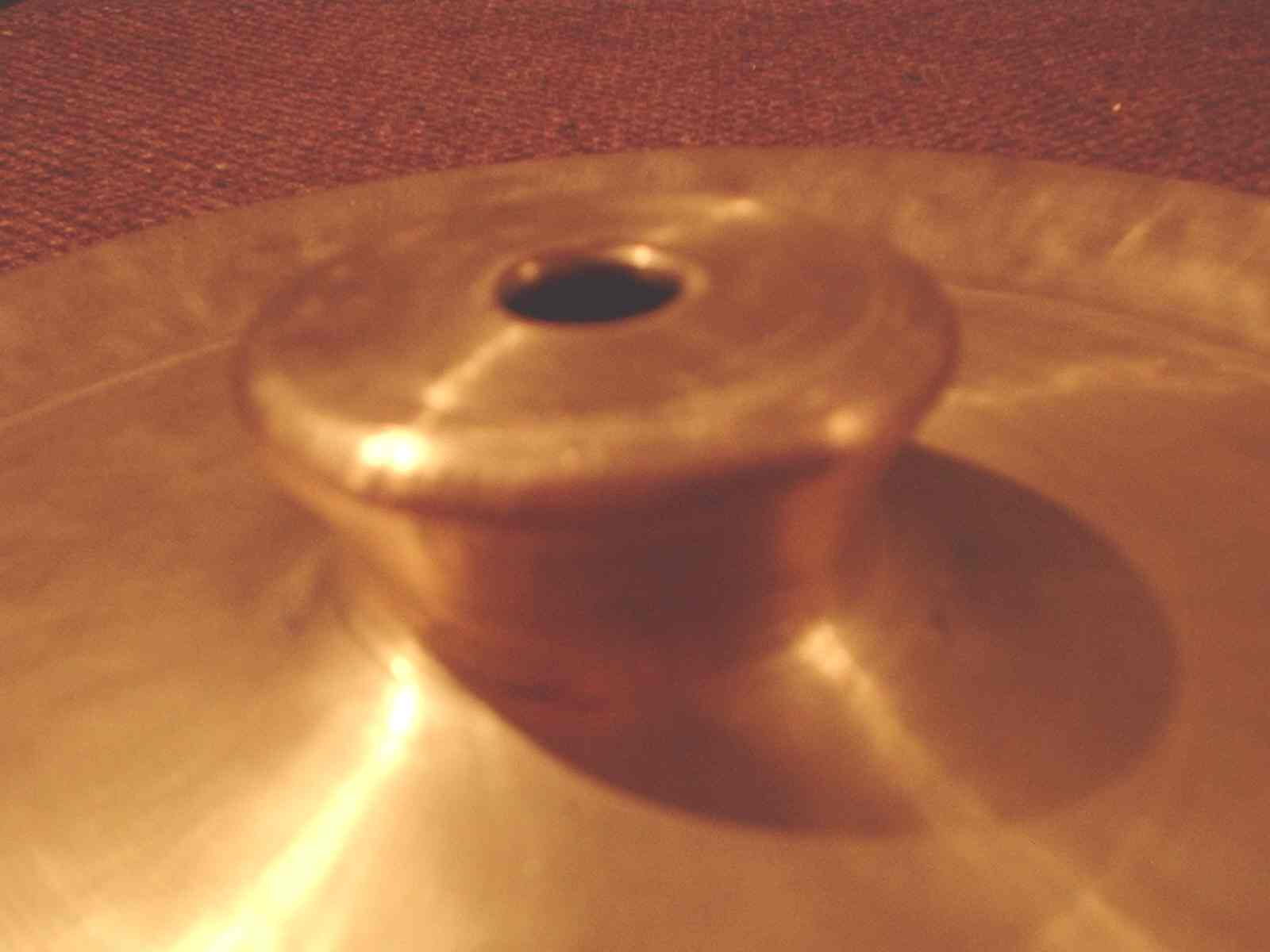
Kegelförmige Kuppe eines China-Beckens

Das China-Becken („chinesisches Becken“, englisch China cymbal) unterscheidet sich – bedingt durch einen anderen kulturellen Hintergrund – in der Formgebung deutlich von den anderen Beckentypen und stellt insofern eine Ausnahme dar. Die Kuppe ist häufig nicht gewölbt, sondern hat die Form eines Zylinders oder abgeschnittenen Kegels, dessen Grundfläche das obere Ende der Kuppe darstellt. Augenfälligstes Merkmal ist der hochgebogene Rand, der das Becken im Querschnitt wie eine Art lang gezogene Gugelhupfform aussehen lässt. Der Durchmesser liegt meist bei 14 bis 24 Zoll. Das Klangbild ist mit dem eines Crash-Beckens vergleichbar, allerdings eher „schmutziger“ oder „roher“ und kürzer. China-Becken werden häufig für kurze explosive Akzente oder Staccato-Figuren eingesetzt. Vor allem im Bereich des Metals wird es einerseits als starkes Akzentbecken, vielfach aber auch als Hi-Hat- oder Ride-Ersatz eingesetzt. Größere, oft mit Sizzles versehene China-Becken haben auch im Jazz und der Big-Band-Musik Eingang als Ride-Becken gefunden. Um den Beckenrand zu schützen, werden diese meist verkehrt herum oder senkrecht aufgehängt, damit man den umgebogenen Rand flächig treffen kann. Das China-Becken (China-Type) ist das Becken mit der breitesten Palette an unterschiedlichen Klängen.

#### Splash- und Effekt-Becken

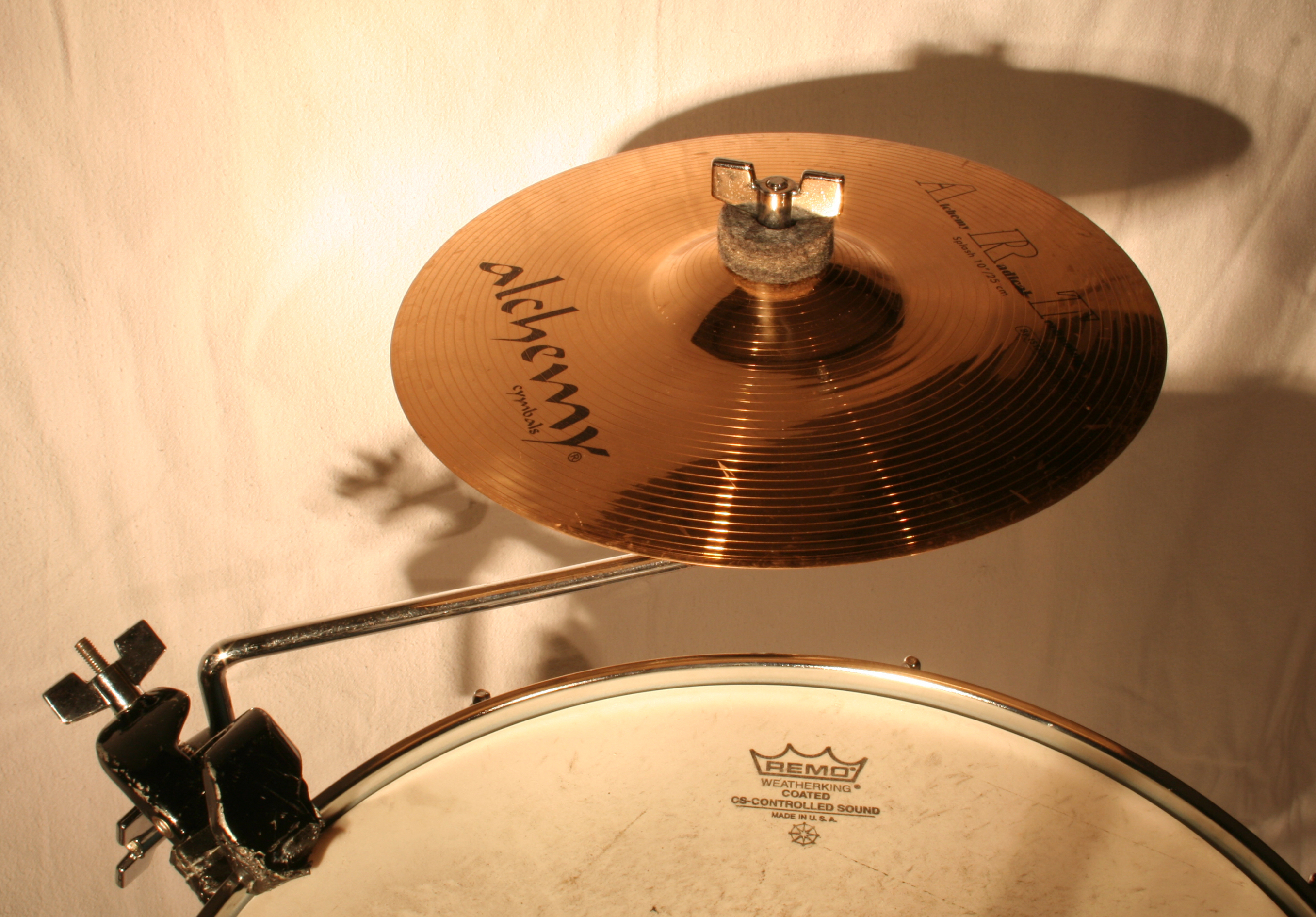
10″-Splash-Becken mit Tom-Halterung

Splash-Becken (splash cymbal) sind in Art und Funktion vergleichbar mit Crash-Becken, allerdings sind sie im Durchmesser deutlich kleiner (etwa 6 bis 12 Zoll), weshalb sie eine andere Klang-Charakteristik aufweisen: Splash-Becken sprechen rasch an, klingen hell, spritzig und klingen kaum nach. Sie werden für kurze helle Akzente verwendet. Besonders Stewart Copeland und Manu Katché etablierten den Einsatz von Splash-Becken.
Darüber hinaus gibt es eine Vielzahl verschiedener Effekt-Becken mit speziellen Formen oder Bearbeitungen wie Löchern oder Schellen, um das Klangspektrum des Drumsets zu erweitern. Die Kreativität der Beckenhersteller scheint unerschöpflich, ebenso die Vielfalt an Namen, unter denen Effekt-Becken vertrieben werden. Somit wird die Produktpalette an „Cups“, „Bells“, „Stacks“, „Mini-Chinas“, „Jingle-Hats“ oder ähnlichen Becken immer größer, wobei nicht alle Becken eindeutig einer Gruppe zugeordnet werden können. Cups oder Bells sind Becken, die einen Klang ähnlich der Glocke eines Ride-Becken erzeugen. Bei Stacks sind mehrere verschieden große Becken direkt übereinander gelegt, um kurze „dreckige“ Klänge zu erzeugen.

### Standardgrößen
Die gängigen Trommel- und Beckendurchmesser sind:
| Bauart         | Größe                                                 |
| -------------- | ----------------------------------------------------- |
| Große Trommel  | 22 Zoll (16 bis 30 Zoll)                              |
| Kleine Trommel | 14 Zoll (6 bis 16 Zoll)                               |
| Tomtom         | 10, 12 und 14 oder 12, 13 und 16 Zoll (6 bis 18 Zoll) |
| Hi-Hat         | 14 Zoll (8 bis 16 Zoll)                               |
| Ride-Becken    | 20 Zoll (18 bis 24 Zoll)                              |
| Crash-Becken   | 16 Zoll (13 bis 24 Zoll)                              |
| Splash-Becken  | 10 Zoll (6 bis 12 Zoll)                               |
| China-Becken   | 18 Zoll (8 bis 26 Zoll)                               |

### Hardware

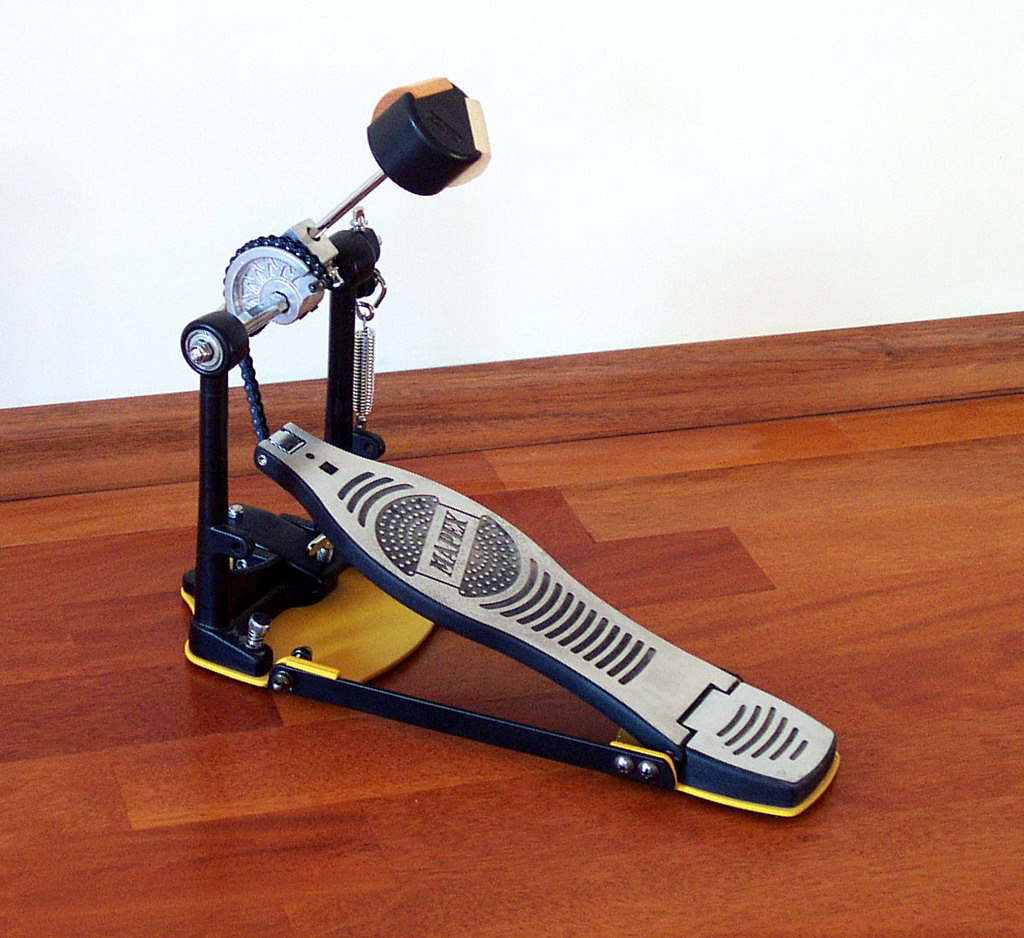
Typische Hardware: die Fußmaschine

Unter Hardware werden sämtliche Bedienelemente wie Fußmaschine, Beckenständer und Stative sowie die diversen Halterungen zusammengefasst. Auch mit dem Kessel fest verbundene Teile wie Spannböckchen, Snare-Abhebung und die Bass-Drum-Füße gehören dazu.

### Schlägel
Die Trommeln und Becken des Schlagzeugs werden per Hand mit zwei Trommelstöcken (englisch drumsticks) gespielt, die zumeist aus Holz bestehen. Die Basstrommeln werden mit einer Fußmaschine gespielt, die einen Schlägel mit einem Filz- oder Kunststoffkopf auf das Fell schlägt. Per Hand kommen auch Besen zur Anwendung oder „Rods“ genannte Ruten mit gebündelten Holz-Stöckchen, die man wegen ihrer Eigenschaften zwischen Sticks und Besen auch „Stesen“ nennt. Daneben finden sich für das Handspiel Schlägel mit Filz- oder Flanellköpfen für abgedämpftes oder dumpfes Spiel. Beim Spiel mit den Händen wird das Abprallen der Sticks von der schwingenden Oberfläche ausgenutzt, vor allem je dichter ein „Schlagteppich“ wird, bis hin zum Wirbel. Um einen gedämpften Ton zu erzielen, werden besonders in der klassischen Musik die Mallets verwendet.

### Materialien

#### Felle
Die Felle des Schlagzeugs wurden früher aus Naturfell hergestellt. Heutzutage bestehen sie gewöhnlich aus ein- oder zweilagiger Kunststofffolie. Sie werden auf den Trommelkessel mittels Spannreifen aufgespannt, die meist aus Metall oder auch Holz gefertigt sind. Dies geschieht abhängig vom Kesseldurchmesser mit je vier bis zwölf Spannschrauben. Auf diese Weise lassen sich die Felle durch Veränderung der Spannung in einer zum Musikstil passenden Tonhöhe stimmen. Das obere bespielte Fell heißt Schlagfell, das untere wird als Resonanzfell bezeichnet. Man unterscheidet bei Fellen hauptsächlich zwischen durchsichtigen („clear“) und aufgerauten Fellen („coated“). Letztere erzeugen einen wärmeren Klang der Trommel und erlauben es, mit Schlagzeug-Besen beim Wischen ein Rauschen zu erzeugen. Während aufgeraute Felle früher oft nur auf der Schnarrtrommel verwendet wurden, findet man sie heute oft auch auf den anderen Trommeln. Des Weiteren wird zwischen einlagigen und mehrlagigen (meist zweilagig) Fellen unterschieden. Die mehrlagigen Felle haben meist einen etwas gedämpfteren und tieferen Klang als einlagige Felle, außerdem sind sie stabiler. Die mehrlagigen Felle sind meist in härteren Musikrichtungen wie Rock, Hardrock und Metal anzutreffen. Außerdem gibt es Snarefelle mit sehr kleinen Löchern, die den Klang beeinflussen und die kleine Trommel trockener klingen lassen. Diese werden mit dem Zusatz „dry snare“ bezeichnet. Je mehr Spannschrauben zur Befestigung des Felles verwendet werden, desto präziser kann die Trommel gestimmt werden. Bekannte Hersteller von Fellen sind Remo, Evans und Aquarian.

#### Kessel
Die Kessel der großen Trommel und der Toms sind meistens aus Holz gefertigt. Das populärste Holz ist Ahorn (oftmals als engl. Maple bezeichnet), das einen warmen und ausgewogenen Klang mit relativ starken Tiefen bietet. Daneben ist Birke aufgrund der hervorgehobenen Höhen in Tonstudios sehr beliebt. Im Gegenzug dazu bietet Mahagoni sehr kräftige Tiefen und reduzierte Höhen. Als weitere Hölzer verwendet man Buche, Pappel, Linde, Eiche und etliche andere Hölzer. Auch Holzgemische sowie verschiedene Kunststoffe (Hayman, Ludwig) finden Verwendung. Bei preisgünstigen Schlagzeugen findet man unter anderem auch Pappkessel, die verklebt und gepresst sind. Diese reichen im Klang jedoch nicht an die Alternativen heran.
Die kleine Trommel besteht oft aus Metall oder ebenfalls aus Holz. Inzwischen bieten mehrere Hersteller zudem exotische Snares an, zum Beispiel mit größeren Löchern im Kessel („vents“), die für einen lauteren und knalligeren Klang sorgen.
Je geringer der Klangverlust im Kessel ist, desto besser und vor allem resonanter ist der Trommelklang. Daran lässt sich gute Qualität der Trommelkessel erkennen. Damit der Klang möglichst ohne Verluste auf die Kessel übertragen wird, sind Qualität und Form der Gratung ausschlaggebend; das ist die Kante des Kessels, auf der das Fell aufliegt. Während früher meist flache oder runde Gratungen vorherrschten, haben sich heute dünne und spitze Kanten durchgesetzt.
Bei hochwertigen Sets sind die Kessel oft lackiert, um sie optisch attraktiver zu machen. Dafür sollte die äußerste Holzschicht eine schöne Maserung aufweisen. Bei preisgünstigen Sets werden dagegen oft farbig bedruckte Folien verwendet, die auf den Kessel aufgeklebt sind. Auch hochwertige Sets können foliert sein, um ein entsprechendes Aussehen zu erzielen. Die Verwendung solcher Folien kann jedoch die Klangqualität des Kessels beeinträchtigen, wenn die Folien schlecht verklebt sind und den Kessel so am Schwingen hindern.

#### Becken
Die Becken bestehen in der Regel aus Legierungen wie Messing oder verschiedenen Bronzen, wie Kupfer-Nickel-Bronze und Zinn-Bronze. Der Zinn-Gehalt variiert von 8 % bis hin zur Glocken-Bronze mit 20 %. Darüber hinaus enthalten viele hochwertige Becken einen geringen Anteil an Silber. Zu früheren Zeiten existierten Sterlingsilber-Becken, welche silbrig schimmerten und aus der namensgleichen Legierung bestanden. Sie waren jedoch höchstens in der Unterklasse der Becken einzuordnen. Bekannte Hersteller von Becken sind Zildjian, Meinl, Sabian und Paiste. Im Schatten dieser vier großen Beckenschmieden haben sich weitere Hersteller etabliert, wie zum Beispiel Masterworks, Anatolian und Ufip.

#### Trommelstöcke
Die Trommelstöcke werden aus Holz (meistens Hickory), Kunststoff oder Kohlenstofffaser (Carbon-Sticks) und selten aus Metall gefertigt. Rods bestehen aus mehreren dünnen Holz- oder Plastikstöckchen, die zu einem Bündel zusammengebunden sind. Die Besen bestehen meist aus Kunststoff oder Metall. Die Schlägel werden meist aus Holz oder Kunststoff angefertigt; für den Kopf wird Filz oder Fell verwendet. Auch im Bereich der Trommelstöcke existiert eine Vielzahl von Herstellern. Zu den bekannten zählen dabei Vic Firth, Vater Percussion und Pro Mark. Trommelstöcke werden auch von Herstellern anderer Schlagzeugteile vertrieben; so gibt es auch Serien von Zildjian oder Sonor.

## Geschichte und Hersteller

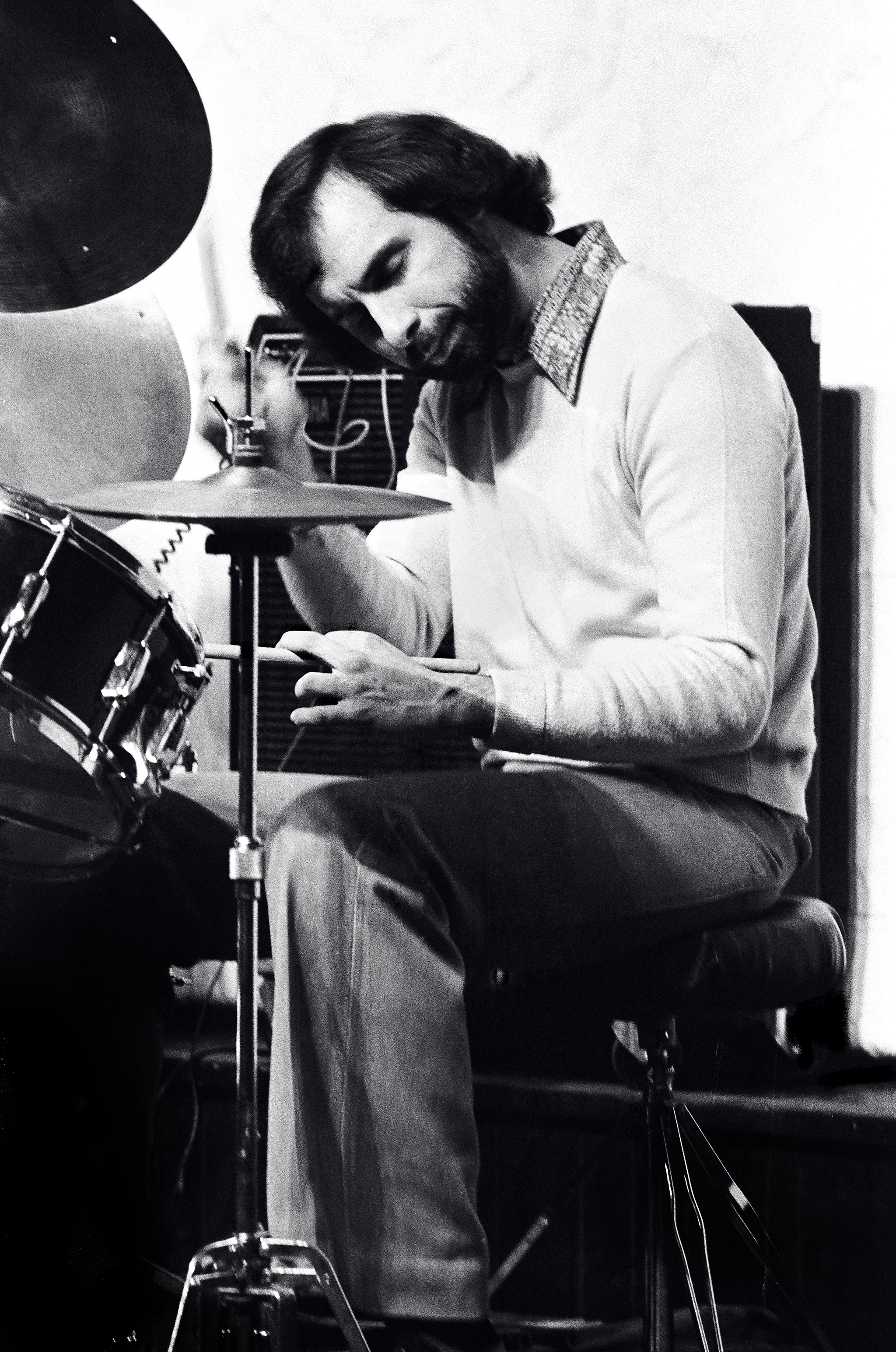
Joe LaBarbera am Schlagzeug

Wichtig für die Entstehung des Schlagzeugs ist die Erfindung des ersten Bass-Drum-Pedals im Jahr 1887 durch George R. Olney. Darauf folgte im Jahr 1899 die Herstellung des ersten Serienprodukts durch William F. Ludwig und auf kulturellem Gebiet die „No-Drumming-Laws“ in den USA. Diese verboten es den Sklaven, ihre traditionellen Handtrommeln zu spielen, und führte dazu, dass die afrikanische, stark rhythmische Musikkultur mit europäischen und orientalischen Schlaginstrumenten gepflegt wurde. Das erste komplette Schlagzeug kam 1918 durch die Ludwig & Ludwig Drum Company in den Handel.
Wie in vielen anderen Wirtschaftsbranchen setzten sich auch in Schlagzeugherstellung und -vertrieb die Internationalisierung und Globalisierung durch. Bis in die 1960er-Jahre kamen die Spitzenprodukte vor allem aus den USA (Ludwig, Gretsch), Großbritannien (Premier) und Deutschland (Sonor, Trixon).
Ab den 1960er-Jahren erwuchs aus deutlich preiswerteren Produkten eine zunehmende Konkurrenz. Billig-Schlagzeuge kamen zunächst aus Japan, später aus Taiwan und Südkorea. Japan und Taiwan boten schon ab den 1970er-Jahren hochwertige Produkte an (Tama, Yamaha, Pearl), welche die Spitzenschlagzeuge aus den USA, Großbritannien und Deutschland auf dem Markt bedrängten und Schritt für Schritt große Marktanteile von den traditionellen Herstellern übernahmen.
Im Laufe der 1980er-Jahre wurde besonders Taiwan immer mehr zum günstigst produzierenden Hardware-Zulieferer fast jedes Schlagzeugherstellers auf der Welt. Mit der Globalisierung ab etwa 1990 drehte sich das internationale Abhängigkeitsverhältnis um: Ehemalige Spitzenproduzenten kamen in die Abhängigkeit früherer Billigproduzenten (wie beispielsweise Sonor in chinesische Kapitalabhängigkeit).
In jüngster Zeit drängt Brasilien mit preisgünstigen Schlagzeugen der Marke RMV in relativ hoher Qualität auf den internationalen Markt.
Seit 2011 besteht mit dem Schlagzeugmuseum Ludwigsburg das einzige Museum seiner Art in Deutschland.

## Elektronisches Schlagzeug

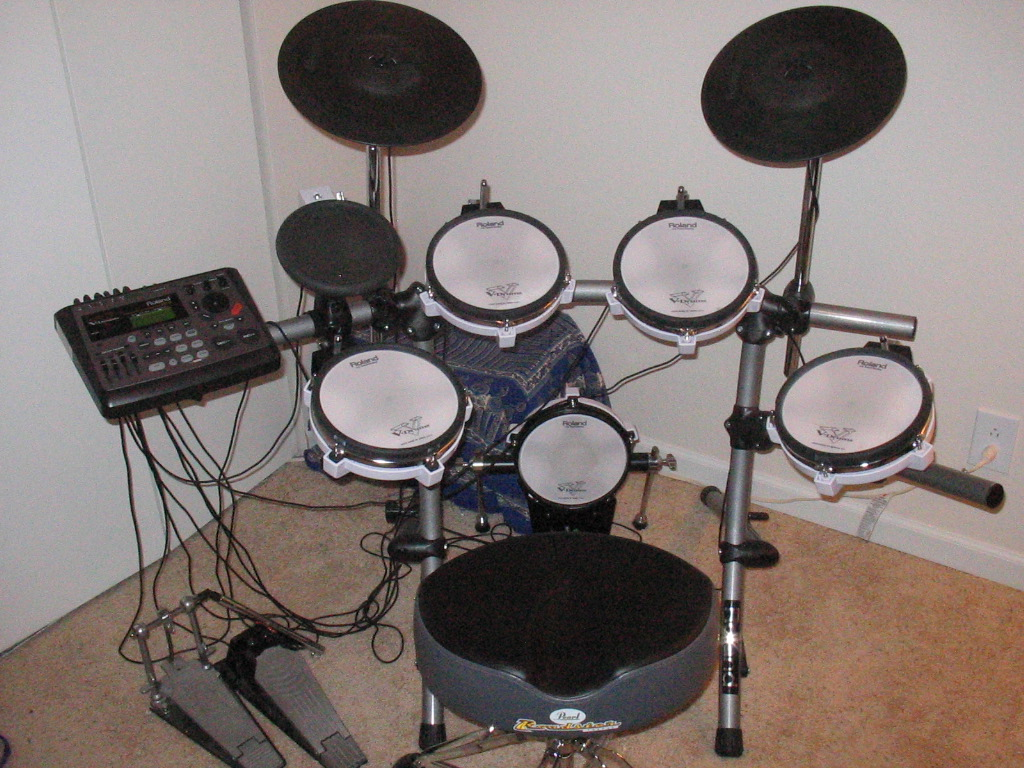
Elektronisches Schlagzeug

Das elektronische Schlagzeug (kurz E-Drums) wird wie das klassische Drumset gespielt. Die Töne entstehen jedoch nicht beim Schlag auf ein Instrument, sondern werden durch den Schlagimpuls (Trigger) ausgelöst, zumeist digital in einem Soundprozessor erzeugt und können über Lautsprecher oder Kopfhörer ausgegeben werden. Zu diesem Zweck sind alle bespielten Komponenten mit elektronischen Tonabnehmern ausgestattet. Der entstehende Klang ist abhängig vom verwendeten Soundprozessor bzw. der Art und Qualität der verwendeten Soundvorlagen („Samples“); er kann dem Klang eines herkömmlichen akustischen Schlagzeugs sehr nahekommen, bietet im Vergleich zu diesem jedoch noch nicht alle möglichen spielerischen Feinheiten. Neben dem aufwendigeren Aufbau und dem teilweise höheren Anschaffungspreis des elektronischen Schlagzeugs ist dies der Grund, dass heute beide Formen nebeneinander verwendet werden.
Ein großer Vorteil des elektronischen Schlagzeugs ist sein fast völlig fehlender Eigenklang ohne Verstärkung. Es eignet sich deswegen für den Einsatz unter schwierigen akustischen Verhältnissen. Einsatzbeispiele sind Popmusik in Zimmerlautstärke bei entsprechenden Veranstaltungen, das Üben ohne Lärmbelästigung der Nachbarn beim Spiel mit Kopfhörern sowie Musicalproduktionen, bei denen eine extrem geringe Bühnenlautstärke erforderlich ist. Ein weiterer Vorteil des elektronischen Schlagzeugs ist, dass man mit nur einem Set die Klänge verschiedener Schlagzeug- und Perkussionsinstrumente erzeugen kann.
Das elektronische Schlagzeug ist nicht mit dem Drumcomputer zu verwechseln, der die Klänge der Instrumente ohne Interaktion mit einem Schlagzeuger nachahmt.
Seit einiger Zeit gibt es Lösungen, für die lediglich elektronisch konfigurierte Drumsticks sowie zwei Fußpads benötigt werden, um realistische Schlagzeugklänge über ein virtuelles, unsichtbares Drumkit durch die bloße Haltung und Bewegung der Stöcke zu produzieren und über Kopfhörer oder andere Klangerzeuger wiederzugeben.

## Spielpraxis

### Funktion des Schlagzeugs
Die Hauptfunktion des Schlagzeugs in einer Band ist das Erzeugen eines Grundrhythmus, der die Band trägt und gemeinsam mit den anderen Instrumenten der Rhythmusgruppe (Bass und Keyboard) den tragenden Groove ergibt. Dazu setzt der Schlagzeuger in der Regel eine feste Schlagfolge ein, die er ständig wiederholt. Die Basis des tragenden Rhythmus ist dabei die Abwechslung zwischen dem tiefen Klang der Bass-Drum, dem hohen Klang der kleinen Trommel sowie dem metallischen, durchgehenden Puls von Hi-Hat oder Ride-Becken.
Neben dieser grundlegenden Funktion wird mit höherer Komplexität der Musik etwas anderes immer wichtiger: Das Schlagzeug baut Verzierungen ein, betont und hebt durch Effekte und Abwandlungen wie den rhythmischen Fills Stellen hervor. Hier kommen meist Crashbecken oder andere Effektbecken zum Einsatz. Auch der Einsatz von Wirbeln und Rudiments auf der kleinen Trommel zielen auf diesen Effekt ab. Der Gipfel der Verzierung und Betonung ist das Schlagzeugsolo, bei dem die anderen Instrumente der Band in den Hintergrund treten.

### Notation

Typischer drum key (in der heutigen Schreibkonvention)

Aufgrund der Vielzahl an Möglichkeiten, die verschiedenen Schlaginstrumente zu kombinieren und aufzubauen, hat sich bis heute keine verbindliche Notation durchgesetzt. Dies führt dazu, dass am Anfang von Schlagzeugnoten die Notation erläutert werden muss. Diese Beschreibung wird als drum key bezeichnet.
Dazu gibt es mehrere Schreibkonventionen: Anstelle der gängigen Notenschlüssel wird ein neutraler Notenschlüssel verwendet, da viele Schlaginstrumente nicht auf eine Tonhöhe gestimmt sind. Zudem werden die metallenen Einzelinstrumente (Becken und Hi-Hat) mit x-förmigen Notenköpfen dargestellt, während die Trommeln (Bass-Drum, Snare, Toms) runde Notenköpfe erhalten. In der Anordnung der Instrumente im Notenbild sind die relativen Tonhöhen der Instrumente zueinander ablesbar. Es ist zudem üblich, die Teile des Sets, die mit den Füßen gespielt werden, in den unteren Teil des Notensystems zu setzen, während diejenigen, welche mit den Händen gespielt werden, weiter oben stehen. Hinsichtlich dieser Unterscheidung bildet die Hi-Hat eine Ausnahme, da sie sowohl mit Füßen als auch mit Händen angespielt werden kann.
Wenn jedes Instrument als Einzelstimme notiert wird, dann erscheint eine komplexe Schlagzeugfigur schnell unübersichtlich. Pausenzeichen werden daher in der Praxis nicht nach festen Regeln gesetzt, sondern je nach Einzelfall im Bemühen um optimale Lesbarkeit. So behandelt das folgende Notenbeispiel das Schlagzeug als ein einziges Instrument:

### Analysieren und Lernen
Das Analysieren und Lernen steht in engem Zusammenhang mit dem Aufbau eines Drumsets. Das Schlagzeug unterscheidet sich von der Masse anderer Instrumente dadurch, dass es nicht nur mit beiden Händen, sondern auch mit beiden Füßen gespielt wird. Zudem ist es nicht ein einzelnes Instrument, sondern ein System aus mehreren Instrumenten, die für Hände und Füße bequem erreichbar und schnell schlagbar sein müssen. Auf der Snare können die Schlagfiguren grundsätzlich erlernt werden, die im nächsten Schritt auf dem ganzen Schlagzeug und besonders in das Wechselspiel von Snare und Bass-Drum umgesetzt werden. Dieser Übertragungsprozess wird mit Hand-Fuß-Koordination umschrieben und ist wesentlicher Bestandteil des Lernprozesses. Jedoch ist erst die Kombination aus beidem, das heißt aus Figuren auf der Snare (und auch auf den Toms) und kompletten Grooves auf Hi-Hat, Snare und Bass-Drum, die Grundlage für das Trommeln in einer Band.
Das Analysieren und Lernen erfolgt oft praktisch anhand eines Musikstücks. Hier gilt es, zuerst die Taktart und die Form des Stückes herauszuhören. Anschließend analysiert und erlernt man eine passende Begleitung auf dem Schlagzeug und spielt es später zusammen mit anderen Instrumenten. Dieser Prozess kann durch Unterricht unterstützt werden. Dieser vermittelt das besonders in größeren Musikgruppen wichtige Aufzeichnen des Gespielten mithilfe von Schlagzeugnoten. Auch können so wichtige Grundkenntnisse der allgemeinen Musiklehre und die richtige Körperhaltung am Schlagzeug von Grund auf richtig erlernt werden.

### Pädagogik
Das Spielen des Schlagzeugs kann an den meisten Musikschulen erlernt werden. Eine weitere verbreitete Art des Unterrichts sind private Schlagzeuglehrer. Als professionelle Fortsetzung des Unterrichts ist es möglich, das Schlagzeugspiel zu studieren. Diesen Weg bieten neben den staatlichen Hochschulen auch private Institute wie das Drummers Focus an.
In der Musikpädagogik spielt das Schlagzeug eine große Rolle. Neben dem Einsatz zum Abbau von Aggressionen, besonders für jüngere Kinder, kann das Schlagzeug zur Vermittlung von grundlegendem Musikverständnis wie Takt und Rhythmus eingesetzt werden. Aufgrund der schnellen Erfolgserlebnisse ist der Motivationsgrad bei Anfängern meist hoch. Es empfiehlt sich, diesen Motivationsgrad zu fördern, da die Komplexität weiterer Lerninhalte stark zunimmt. Durch eine korrekte und von Lehrerseite motivierte und motivierende Förderung sowie durch die Vielseitigkeit und Komplexität des Schlagzeugspiels kann eine große Langzeitmotivation entstehen. Diese kann durch den Einsatz in einer größeren Instrumentengruppe wie einer Band noch verstärkt werden.

## Gesundheitsrisiken
Schlagzeuger sind einem erhöhten Risiko für Gehörschäden wie Hörverlust und Tinnitus ausgesetzt, da das Schlagzeugspielen zu hohen Schalldruckpegeln führen kann. Insbesondere der impulshaltige Schall ist eine enorme Belastung für das Gehör. Beim Schlagzeugspielen entstehen Schalldruckpegel von durchschnittlich 90 bis 110 Dezibel (dB) und können sogar bis zu 120 dB erreichen. Bisher ist es nicht möglich, Gehörschäden wie Hörverlust oder Tinnitus zufriedenstellend zu behandeln. 
In entsprechenden Umgebungen tätige Arbeitnehmer sind verpflichtet, bereits ab einem Schalldruckpegel von 85 dB einen Gehörschutz zu tragen. Um Gehörschäden vorzubeugen, können auch Schlagzeuger einen Gehörschutz verwenden, wie z. B. Ohrstöpsel oder spezielle In-Ear-Monitoring-Systeme. Zudem ist es ratsam, regelmäßige Pausen einzulegen, um das Gehör zu entlasten und den Schalldruckpegel während des Spielens zu kontrollieren und gegebenenfalls zu reduzieren.
Hinzu kommen erhebliche Risiken hinsichtlich unterschiedlicher Gelenk-, Sehnen- und Wirbelsäulenerkrankungen.